# Aspe (Zeven)
Aspe (niederdeutsch Asp) ist ein Ortsteil der Stadt Zeven im niedersächsischen Landkreis Rotenburg (Wümme).

## Geographie

### Lage
Aspe liegt 2,5 Kilometer südöstlich der Kernstadt an der Landesstraße 131 und ist im Gegensatz zu den benachbarten Ortsteilen durch die Industriegebiete „Hochkamp“ und „Aspe“ industriell geprägt.

### Gewässer
Durch Aspe fließt der Rhalandsbach.

## Geschichte
Die Geschichte des Zevener Ortsteils Aspe ist eng verbunden mit den Resten der ehemaligen Heeresmunitionsanstalt Zeven deren Liegenschaften nach dem Zweiten Weltkrieg die Grundlage für das heutige Industriegebiet Zeven-Aspe bildeten. Nach der Demilitarisierung des Großteils der Anlage wurde das Gelände mit seiner Infrastruktur zur Ansiedlung von Unternehmen genutzt, die – oder deren Nachfolger – teilweise noch immer existieren. So sind im Jahr 1947 beispielsweise folgende Firmen und Institutionen in Zeven-Aspe ansässig: Krankenhaus, Karl Schreiber (Maschinenbau), E. F. Grunwald (Druckerei), H. Kabjoll (Stoffdruckerei), Nieders. Aluminiumwarenfabrik, Hanseatische Gummiwarenfabrik, Paul Martin (Färberei und Reinigung), Fritz Martin (Gärtnerei), Weckhof GmbH (Keramik und Tischlerei), Glinol-Bau GmbH (Leichtbauplatten), Sengespeck & Co. (Glasgroßhandel), Nordmilch GmbH (Kindernährmittel), Melchior und Theile (Dauermilchwerk), Konservenfabrik Zeven GmbH, Bernott & Co (Landesprodukte), W. Edler (Landmaschinen), Betonwerk Zeven GmbH, Joh. Burfeind (Landesprodukte), H. Bammann (Holzschuhe), H. Grotheer (Tischlerei), P. Heissler (Mechanische Werkstatt), H. Schulz & Co (Isolierstoffe), H. Hein (Konfektion für Herren), Gaststätte Wegner, E. Prickschat (Transportunternehmen), G. Mau (Holzgroßhandlung). Dabei wurden einzelne Firmen in ihrer Anfangszeit zwar zum Teil mit erheblichen Schwierigkeiten etwa bei ihren Bauvorhaben konfrontiert, das Industriegebiet entwickelte sich jedoch rasant und war ein wichtiger Arbeitgeber für Einheimische und Flüchtlinge. Besonders im Nordwesten von Aspe entstanden Wohnhäuser. Das 1947 eingerichtete „Waldkrankenhaus“ wurde am 1. September 1958 aufgelöst. Einige Teile der ehemaligen „Muna“-Gebäude dienten in späteren Jahren auch als Wohngebäude, Altenheim oder Internat. Andere Flächen wurden wieder forstwirtschaftlich oder landwirtschaftlich genutzt. Heute (2016) ist das gesamte Industriegebiet mit Firmen wie etwa dem DMK, der MAPA oder der LISEGA SE eine der wirtschaftlichen Säulen der Stadt Zeven. Außerdem ist in Aspe mit einer Kfz-Zulassungsstelle eine Einrichtung des Landkreises Rotenburg/W. zu finden. Auch mehrere Vereine haben ihren Standort in Aspe.